# 黃口魣
黃口魣，又名黃嘴金梭魚，为魣科魣属的近海掠食性鱼类，分布于马卡罗尼西亚水域及地中海，主要栖息于开阔的浅海。其身体呈流线型，吻部尖锐，背侧有多道黑色斑纹，体长可达114公分。该鱼主要以其他鱼类为食，有集群掠食的习性。黄口魣在每年初夏会形成大群繁殖，且其幼鱼亦会在浅水区形成鱼群。该鱼目前面临的商业捕捞不大，加之种群得益于全球变暖，无灭绝之虞。

## 外貌描述

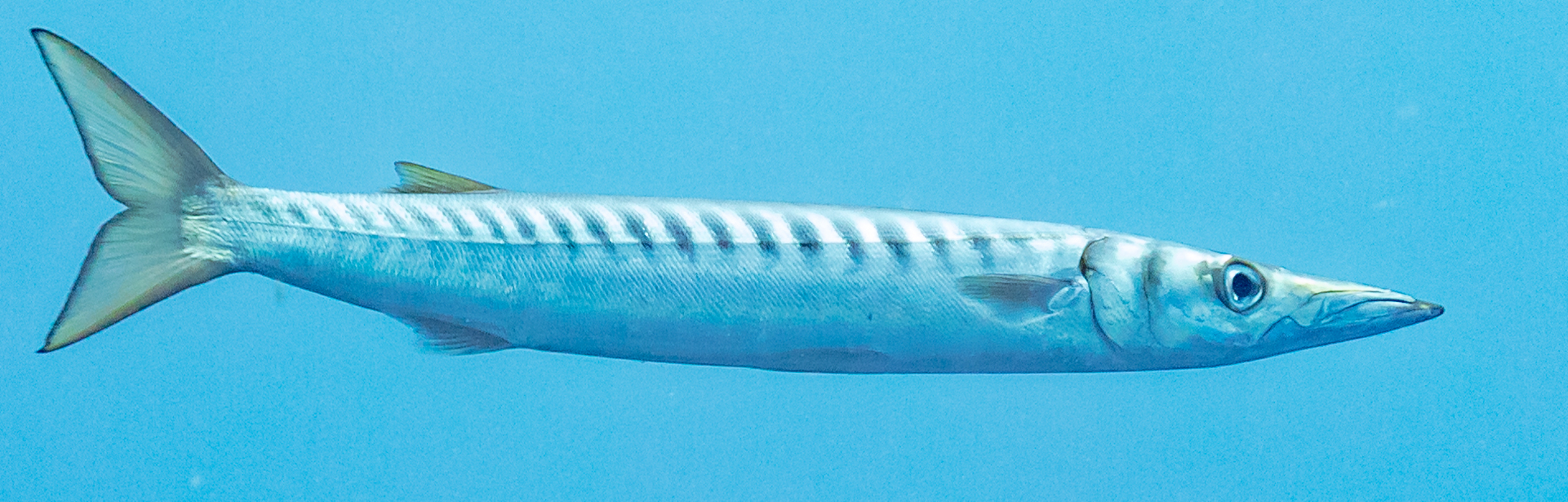
特内里费水域的一条黄口魣；其身体呈流线型，背上可见数条黑色斑纹

黄口魣身体呈流线型，吻部尖锐，嘴大，嘴内为黄色，有两排尖牙，下颚凸出，鳃盖上无鳞片。该鱼背侧有多道黑色斑纹，向下延伸至体侧线下方，而在体侧线附近则有一道与之平行的黄色条纹。成年黄口魣体色大体为银色，而幼鱼则为黄色或绿色。黄口魣一般体长为40-50厘米，但最大可长到114.5厘米，而该鱼最重的垂钓记录为2007年于兰萨罗特岛附近海域钓得的个体，重10.2千克。

## 物种分布
黄口魣主要分布于马卡罗尼西亚水域，也是该水域唯一的魣科鱼类。该鱼在地中海黎巴嫩、阿尔及利亚、巴利阿里群岛、科西嘉岛和西西里岛周边水域以及爱琴海和亚得里亚海亦有记录。由于大部分记录不将其与欧洲魣相区分，该鱼的分布范围目前尚不十分清楚。

## 生态与习性

### 栖息地

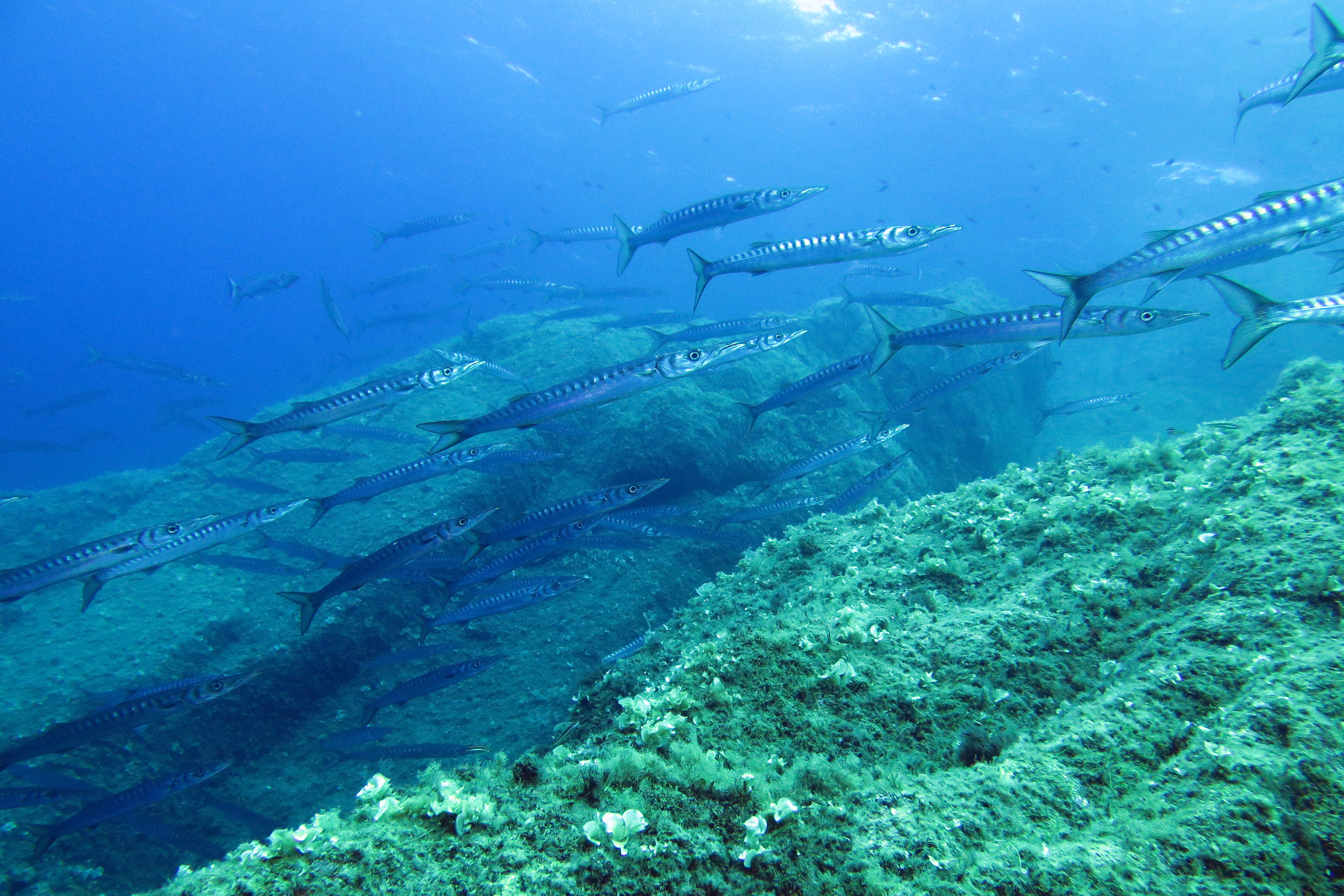
自岩礁上掠过的黄口魣

黄口魣主要栖息于远洋岩礁或较浅的海底山上方的开阔水层，水深一般不超过100米。

### 食性
黄口魣为追击掠食者，主要以鱼类为食。其绝大多数猎物为游动快速的小型鱼类，如蓝竹䇲鱼、欧洲鳀和金色小沙丁鱼，也会捕食牛眼鲷、腋斑小鲷、孔雀锦鱼、鲻鱼、飞鱼、方鲷和鹬嘴鱼。该鱼会进行集群猎食：数条黄口魣会一齐追击同一猎物或攻击同一鱼群。参与猎食的黄口魣越多，捕食成功率也会相应提升。

### 生命周期
黄口魣的繁殖季为每年5至7月，在6月达到最高峰。期间黄口魣会形成大群，由雌鱼先在水中洒下卵子，随后雄鱼在洒下精子使卵子受精。该鱼一般在体长40厘米时达到性成熟，寿命可达13岁。

### 集群习性

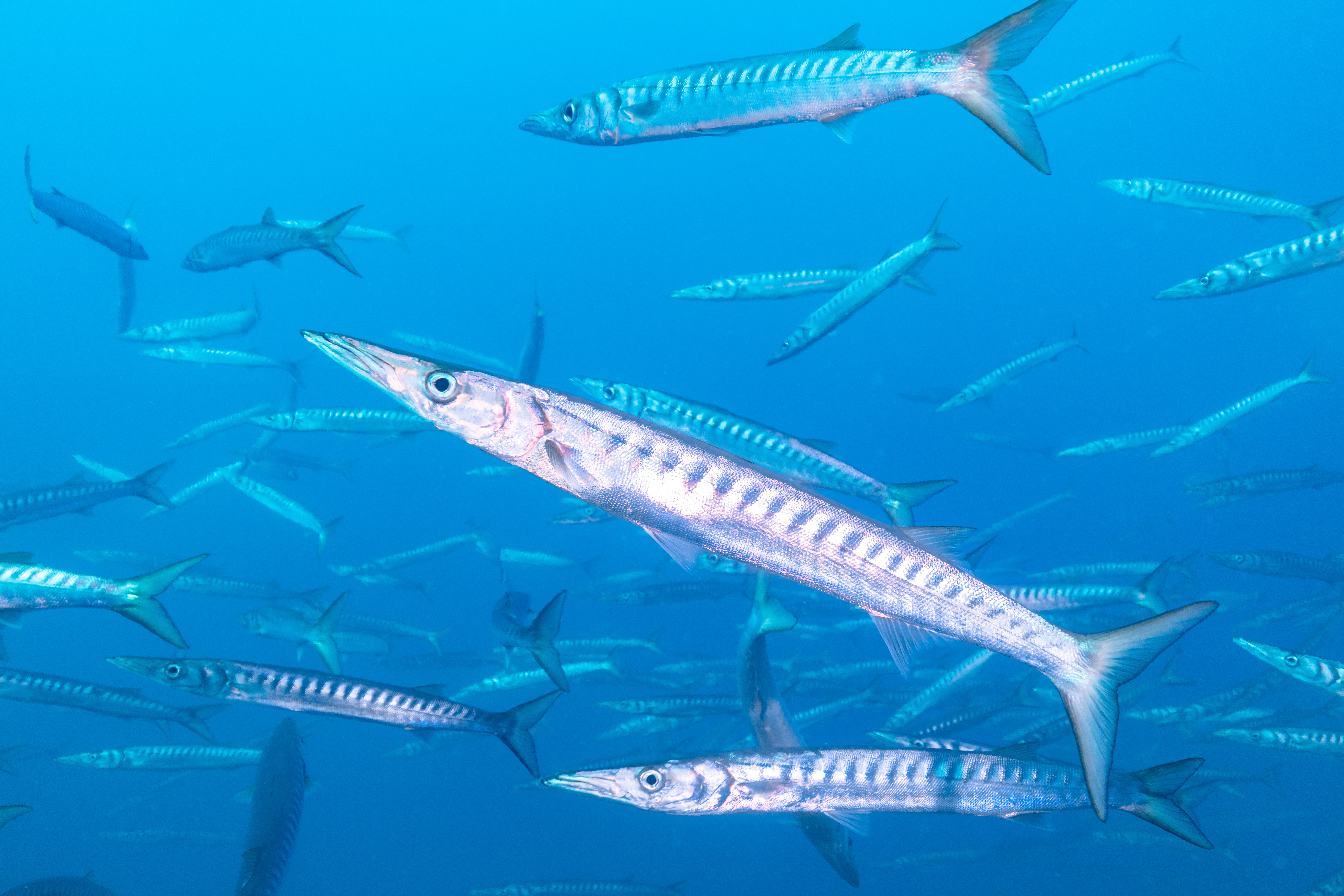
在夏季集成大群的黄口魣

亚成年的黄口魣常在夏季于洋流强劲的水域结成大群，其中越小的个体一般越接近水面。此类鱼群最大可有180条黄口魣，但在大部分情况下仅有30—40条。鱼群中的黄口魣一般会保持静止不动，除非周围有猎物出现。该鱼的鱼苗在冬季也会在浅水区的海床附近成小群出没，但更大的个体一般独来独往。同其他梭鱼不同，黄口魣不会同其他掠食性鱼类混群，但曾有人观测到此鱼尾随一条蝠鲼觅食。 

### 天敌与寄生虫
成年黄口魣无已知天敌，但蜥狗母鱼会在浅水湾的沙质海床上伏击未成年的黄口魣。此外，该鱼是一种异尖线虫Anisakis pegreffii 的宿主。

## 经济利用
黄口魣的经济价值不高，仅地中海沿岸土耳其与阿尔及利亚有对该鱼的经济利用，且主要源自三重刺网或是鱼梁的兼捕。

## 种群保育
由于黄口魣更适应温暖水域，其种群因全球变暖而有上涨趋势，加之对其商业捕捞有限，IUCN将其评为“无危”。